# آیشواریا رای باچان
آیشواریا رای باچان (به انگلیسی: Aishwarya Rai Bachchan؛ زادهٔ ۱ نوامبر ۱۹۷۳) بازیگر هندی است که عمدتاً به خاطر فعالیت‌هایش در فیلم‌های سینمای هند بالیوود و تامیل شناخته می‌شود. او در سال ۱۹۹۴ عنوان دوشیزه جهان را کسب کرد و پس از آن به یکی از محبوب‌ترین و تأثیرگذارترین چهره‌های هند تبدیل شد. رای جوایز متعددی برای بازیگری خود دریافت کرده است، از جمله دو جایزه فیلم‌فیر. در سال ۲۰۰۴، مجله تایم او را در فهرست ۱۰۰ فرد تأثیرگذار جهان قرار داد. در سال ۲۰۰۹، دولت هند به او نشان پادما شری اعطا کرد و در سال ۲۰۱۲، دولت فرانسه او را با نشان هنر و ادبیات مفتخر ساخت. بسیاری از رسانه‌ها اغلب از او به عنوان «زیباترین زن جهان» یاد کرده‌اند.
رای در دوران دانشجویی به مدلینگ پرداخت و در چندین آگهی تبلیغاتی تلویزیونی ظاهر شد. او در مسابقه دوشیزه هند شرکت کرد و مقام دوم را کسب نمود. سپس در سال ۱۹۹۴ به عنوان دوشیزه جهان انتخاب شد و بازیگری را با فیلم تامیل «دوتا» در سال ۱۹۹۷ به کارگردانی مانی راتنام آغاز کرد. او همان سال با فیلم هندی «و عشق اتفاق افتاد» وارد سینمای بالیوود شد. نخستین موفقیت تجاری او فیلم عاشقانه تامیل «دوقلوها» در سال ۱۹۹۸ بود که در آن زمان گران‌ترین فیلم هندی محسوب می‌شد. رای با بازی در درام‌های عاشقانه سانجای لیلا بانسالی، یعنی «من قلبم را برای محبوبم می‌فرستم» و «دیوداس»، موفقیت گسترده‌تری کسب کرد و برای هر دو فیلم جایزه فیلم‌فیر بهترین بازیگر زن را دریافت نمود.
رای برای ایفای نقش یک هنرمند پرشور در «من دیده‌ام، دیده‌ام»، یک بیوه فریبنده در «ماسه در چشم»، زنی متأهل و ناراضی در «بارانی»، کیرانجیت آهلوالیا در «تحریک» و یک پرستار در «درخواست» به کارگردانی بانسالی مورد تحسین منتقدان قرار گرفت. بزرگ‌ترین موفقیت‌های تجاری او شامل درام‌های عاشقانه «محبت‌ها» و «قلب سخت»، فیلم ماجراجویی «موج ۲»، درام بیوگرافی «گورو»، فیلم علمی-تخیلی «روبات» و فیلم‌های تاریخی «فرمانروای عشق»، «پونیین سلوان: قسمت اول» و «پونیین سلوان: قسمت دوم» بوده است.
رای در خارج از دنیای سینما نیز نقش‌های مهمی ایفا کرده است. او سفیر چندین سازمان خیریه بوده و از طریق بنیاد خیریه‌ای به نام خود از فعالیت‌های بشردوستانه حمایت می‌کند. در سال ۲۰۱۲، به عنوان سفیر حسن نیت برنامه مشترک سازمان ملل متحد در زمینه اچ‌آی‌وی/ایدز منصوب شد. او همچنین در نمایش‌های صحنه‌ای شرکت کرده، سرمایه‌گذار است و از برندهای برجسته‌ای حمایت می‌کند. در سال ۲۰۰۳، او نخستین بازیگر هندی بود که به عنوان داور در جشنواره فیلم کن حضور یافت. رای در سال ۲۰۰۷ با بازیگر ابیشک باچان ازدواج کرد و از او یک دختر دارد.

## اوایل زندگی و تحصیلات
آیشواریا رای در تاریخ ۱ نوامبر ۱۹۷۳ در خانواده‌ای هندو از قوم تولووا در شهر منگلور، ایالت کرناتکه به دنیا آمد. پدرش «کریشناراج رای» که در ۱۸ مارس ۲۰۱۷ درگذشت، زیست‌شناس دریایی بود و مادرش «ویریندا» خانه‌دار است. او یک برادر بزرگ‌تر به نام «آدیتیا رای» دارد که مهندس نیروی دریایی تجاری است. فیلم «رشته محبت» در سال ۲۰۰۳ با تهیه‌کنندگی مشترک برادرش و نویسندگی مشترک مادرش ساخته شد. آیشواریا از کودکی به زبان‌های تولو، هندی و انگلیسی مسلط بوده است.
خانواده رای بعدها به دلیل انتقال شغلی پدرش به بمبئی نقل مکان کردند. او در آنجا در دبیرستان «آریا ویدیا مندیر» تحصیل کرد. رای به مدت یک سال در کالج جای هیند تحصیلات متوسطه خود را ادامه داد و سپس در کالج دی. جی. روپارل در منطقه ماتونگا ثبت‌نام کرد، جایی که در امتحانات گواهینامه متوسطه عالی (اچ‌اس‌سی) موفق به کسب ۹۰ درصد شد. او درباره علاقه‌اش به حفظ جایگاه تحصیلی برجسته گفته است: «همیشه رتبه اول را کسب می‌کردم، به جز در نیمسال کلاس هفتم که دوم شدم. وقتی به کلاس دهم رسیدم، هم‌کلاسی‌های ارشد فکر می‌کردند در امتحانات هیئت ICSE رتبه اول را کسب می‌کنم. اما هفتم یا هشتم شدم و این ضربه بزرگی به غرورم بود.»
رای در دوران نوجوانی به مدت پنج سال در رقص و موسیقی کلاسیک آموزش دید و به فرم‌های سنتی رقص، از جمله بهاراتاناتیام، علاقه نشان داد. درس مورد علاقه‌اش زیست‌شناسی بود و در ابتدا قصد داشت در رشته پزشکی ادامه تحصیل دهد.. او با هدف تبدیل شدن به یک معمار، در آکادمی معماری راچانا سانساد ثبت‌نام کرد، اما بعدها تحصیلات خود را رها کرد تا حرفه مدلینگ را دنبال کند. رای در کودکی به عنوان مدل برای مدادهای کملین ظاهر شده بود و بعدها عکس‌هایی که استاد انگلیسی‌اش برای یک پروژه از او گرفت، در شبکه‌های اجتماعی فراگیر شد. پس از آن، عکاسان برجسته‌ای مانند «گوتام راجادیاکشا» و «فرخ چوتیا» با او تماس گرفتند تا در تبلیغات ظاهر شود.

## زندگی شخصی
در سال ۱۹۹۹، آیشواریا رای رابطه‌ای عاشقانه با بازیگر بالیوود، سلمان خان، آغاز کرد. این رابطه تا زمان جدایی آن‌ها در سال ۲۰۰۲ اغلب در رسانه‌ها گزارش می‌شد. رای دلایلی مانند «آزار (کلامی، جسمی و عاطفی)، خیانت و تحقیر» از سوی خان را به عنوان دلایل پایان این رابطه ذکر کرد. پس از آن، او رابطه‌ای عاشقانه با بازیگر ویوک اوبروی داشت که در سال ۲۰۰۵ به پایان رسید.

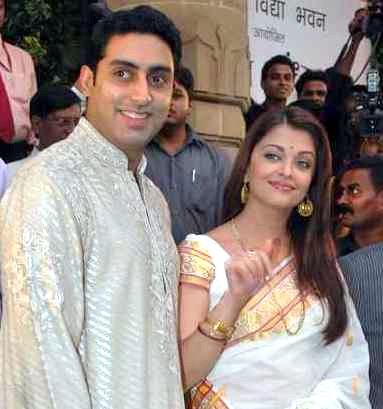
آیشواریا رای در کنار همسرش ابیشک باچان در سال ۲۰۱۰

ابیشک باچان، بازیگر، در جریان فیلمبرداری فیلم «موج ۲» عاشق آیشواریا رای شد. نامزدی آن‌ها در ۱۴ ژانویه ۲۰۰۷ اعلام شد و بعداً توسط پدر ابیشک، آمیتاب باچان، تأیید گردید. این زوج در ۲۰ آوریل ۲۰۰۷ طبق آیین‌های سنتی هندو ازدواج کردند. مراسم‌های هند شمالی و بنگالی. نیز برگزار شد. مراسم عروسی به صورت خصوصی در اقامتگاه خانواده باچان در جوهو، بمبئی، انجام گرفت.. رسانه‌های هندی آن‌ها را به عنوان یک «ابرزوج» توصیف کرده‌اند. آیشواریا رای باچان ارتباط نزدیکی با خانواده‌اش دارد و تا زمان ازدواجش با آن‌ها در باندریا، بمبئی، زندگی می‌کرد. او هندو است و عمیقاً مذهبی است. رای در ۱۶ نوامبر ۲۰۱۱ نخستین فرزند خود را به دنیا آورد.
رای اندکی پس از ازدواجش، همراه با همسرش در جشنواره فیلم کن حضور یافت و بعدها در برنامه «اپرا وینفری» در ۲۸ سپتامبر ۲۰۰۹ شرکت کرد. او نخستین سلبریتی هندی است که دو بار در این برنامه ظاهر شده است. همچنین همراه با همسرش در مراسم جوایز اسکار ۸۳ حضور داشت.

## جوایز و افتخارات

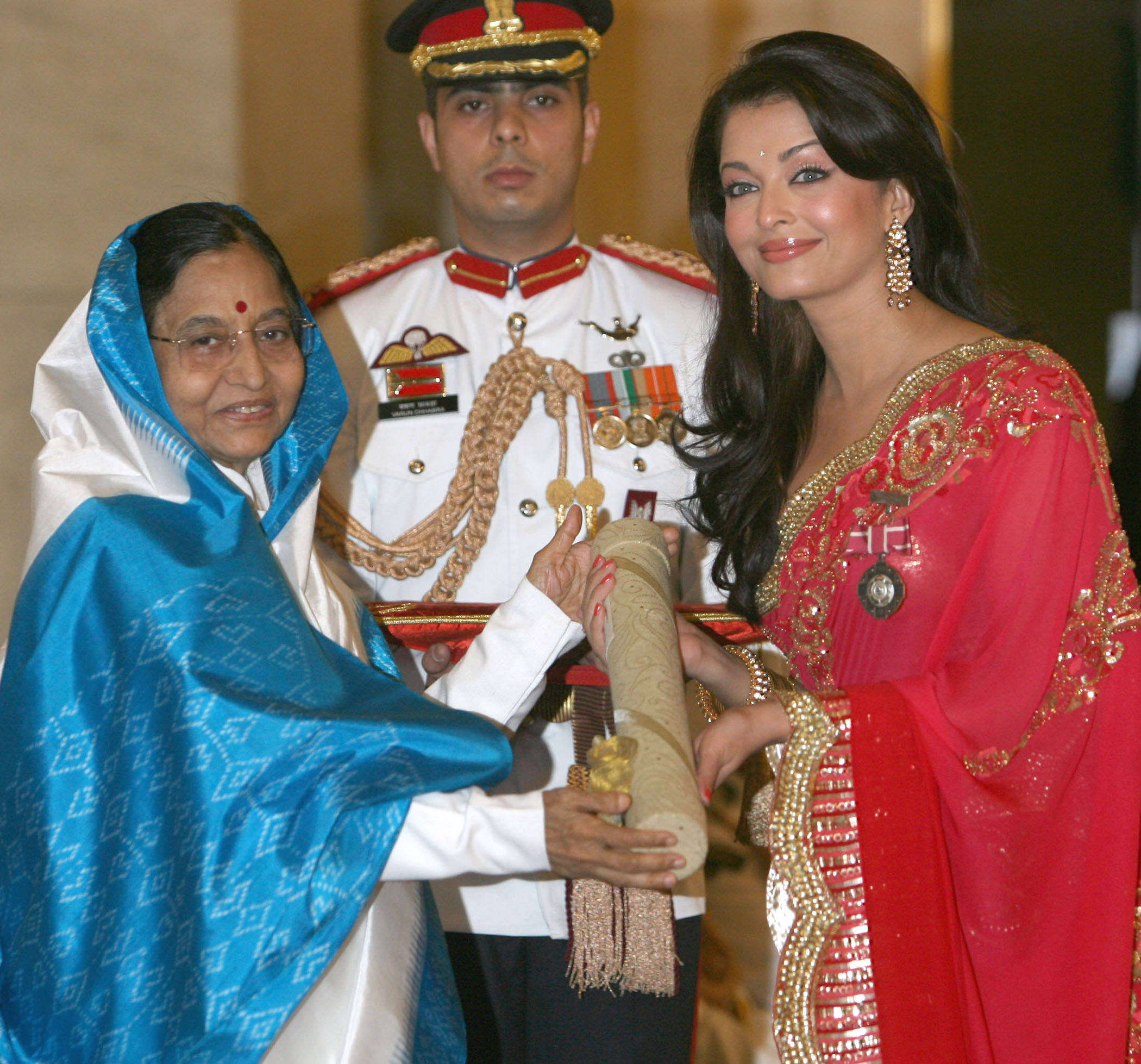
آیشواریا رای باچان در سال ۲۰۰۹ نشان پادما شری را از پراتیبا پاتیل دریافت کرد.

رای باچان برای بازی در فیلم‌های «من قلبم را برای محبوبم می‌فرستم» و «دیوداس» دو جایزه فیلم‌فیر برای بهترین بازیگر زن دریافت کرده است. او در سال ۲۰۰۳ به عنوان عضو هیئت داوران جشنواره فیلم کن انتخاب شد و نخستین بازیگر زن هندی بود که به نمایندگی از هند در این جشنواره در جایگاه داور حضور یافت.
در سال ۲۰۰۹، رای باچان به پاس مشارکت‌هایش در سینمای هند، نشان پادما شری را دریافت کرد. در سال ۲۰۱۲، او نشان هنر و ادبیات را از دولت فرانسه پذیرفت، هرچند پیش‌تر به دلیل بیماری جدی پدرش این نشان را رد کرده بود، زیرا می‌خواست کل خانواده‌اش در مراسم اهدای جایزه حضور داشته باشند.

## حرفه بازیگری
از مدلینگ تا بازیگری (۱۹۹۱–۱۹۹۹)
در سال ۱۹۹۱، آیشواریا رای در یک مسابقه بین‌المللی سوپرمدل شرکت کرد که منجر به حضور او در نسخه آمریکایی مجله ووگ شد. در سال ۱۹۹۳، با بازی در یک آگهی تبلیغاتی پپسی کنار عامر خان و ماهیما چودری، به شهرت گسترده‌ای دست یافت. دیالوگ تک‌خطی او، «سلام، من سنجنا هستم»، بسیار محبوب شد. در مسابقه دوشیزه هند ۱۹۹۴، رای پس از سوشمیتا سن مقام دوم را کسب کرد و عنوان دوشیزه جهان هند را به دست آورد و همچنین جوایزی مانند دوشیزه کت‌واک، دوشیزه معجزه‌آسا، دوشیزه فتوژنیک، دوشیزه کامل و دوشیزه محبوب را دریافت کرد.
به عنوان نفر دوم، رای نماینده هند در مسابقه دوشیزه جهان در سانی سیتی، آفریقای جنوبی بود و موفق به کسب عنوان دوشیزه جهان، جایزه دوشیزه فتوژنیک و دوشیزه قاره‌ای زیبایی جهان – آسیا و اقیانوسیه شد. پس از پیروزی، او اظهار داشت که آرزوی صلح جهانی دارد و می‌خواهد در طول یک سال سلطنت خود در لندن سفیر صلح باشد. رای تا زمان ورود به بازیگری به مدلینگ ادامه داد. او پیش از شرکت در مسابقات زیبایی، چهار پیشنهاد بازی در فیلم دریافت کرده بود، اما تصمیم گرفت در دوشیزه هند شرکت کند تا مدتی از صنعت سینما فاصله بگیرد. او گفته است: «اگر در دوشیزه هند شرکت نکرده بودم، فیلم راجا هیندوستانی نخستین فیلمم می‌شد.»
رای در سال ۱۹۹۷ با فیلم تامیل «دوتا» به کارگردانی مانی راتنام، یک درام سیاسی نیمه‌بیوگرافی با بازی موهنلال، پراکاش راج، تابو و رواتی، وارد دنیای بازیگری شد. این فیلم موفقیت انتقادی کسب کرد و جایزه بهترین فیلم را در جشنواره بین‌المللی فیلم بلگراد دریافت نمود. رای در نقش‌های پوشپاوالی و کالپانا، که دومی تصویری خیالی از سیاستمدار و بازیگر سابق جیلالیتا بود، ظاهر شد. دیالوگ‌های او در این فیلم توسط بازیگر تامیل روهینی دوبله شد. در همان سال، او در نخستین فیلم بالیوودی خود، کمدی رمانتیک «و عشق اتفاق افتاد» در نقش آشی، زنی در یک ازدواج ترتیب‌داده‌شده، کنار بابی دئول بازی کرد. این فیلم با شکست تجاری روبه‌رو شد و منتقدان از توانایی بازیگری او انتقاد کردند. با این حال، رای برای این نقش جایزه اسکرین بهترین بازیگر زن تازه‌وارد را دریافت کرد.
در سال ۱۹۹۸، رای در درام رمانتیک پرهزینه تامیل «دوقلوها» به کارگردانی اس شانکار، کنار پراشانت در نقش مادهومیتا، زنی که برای درمان مادربزرگ بیمارش به آمریکا سفر می‌کند، بازی کرد. این فیلم موفقیت تجاری کسب کرد و بازی و رقص او مورد تحسین قرار گرفت. دیالوگ‌های او در این فیلم توسط ساویتا ردی دوبله شد. «دوقلوها»، که در آن زمان گران‌ترین فیلم هندی بود، به عنوان نماینده رسمی هند برای جوایز اسکار ۱۹۹۸ ارسال شد، اما نامزد نشد.
نخستین نقش رای در سال ۱۹۹۹ در درام عاشقانه «بیا برگردیم» به کارگردانی ریشی کاپور بود. این فیلم با شکست انتقادی مواجه شد و عملکردی متوسط در گیشه داشت. نقش او به عنوان پوجا والیا، زنی سنتی هندی ساکن آمریکا، نقدهای منفی دریافت کرد؛ ردریف نوشت: «رای لبخندی مصنوعی دارد و هیچ صحنه‌ای ندارد که بتواند عمق نقش را نشان دهد. او فقط گریه می‌کند، لبخند می‌زند و زیبا به نظر می‌رسد.» همچنین در سال ۱۹۹۹، رای در موزیکال رمانتیک «من قلبم را برای محبوبم می‌فرستم» بازی کرد که نقطه عطفی در حرفه او بود. این فیلم اقتباسی از رمان بنگالی «نا هانیاته» نوشته مایتری دیوی بود، به کارگردانی سانجای لیلا بانسالی و با بازی سلمان خان و آجی دیوگان. رای نقش ناندینی، زنی گجراتی که به‌رغم عشق به مرد دیگری (خان) مجبور به ازدواج با شخصیت دوگن می‌شود، را ایفا کرد. بانسالی پس از دیدار با رای در یک نمایش فیلم و تحت تأثیر چشمان او، این نقش را به او داد. خالد محمد از بمبئی تاکیز نوشت که رای «استعداد بی‌چون‌وچرای بازیگری» دارد و «ترکیب غیرممکنی از زیبایی خیره‌کننده و هوش» را به نمایش می‌گذارد. این فیلم موفقیت تجاری داشت و برای رای جایزه فیلم‌فیر بهترین بازیگر زن را به ارمغان آورد.
رای سپس نقش اصلی منسی، زنی ساده‌لوح با استعداد خارق‌العاده در آواز، را در موزیکال «ریتم» به کارگردانی سوبهاش گهای کنار آکشای خانا و آنیل کاپور بازی کرد. ردریف از بازی و رقص او تمجید کرد و نوشت: «ریتم بار دیگر جایگاه او را به عنوان بازیگری تقویت می‌کند بدون اینکه از تصویر او به عنوان یک ستاره جذاب کاسته شود.» این فیلم موفقیت تجاری داشت و نخستین فیلم هندی بود که در فهرست ۲۰ فیلم برتر گیشه آمریکا قرار گرفت. رای برای این نقش دومین نامزدی بهترین بازیگر زن را در جوایز فیلم‌فیر دریافت کرد.
بازیگر تثبیت‌شده (۲۰۰۰–۲۰۰۸)
در سال ۲۰۰۰، رای در «من دیده‌ام، دیده‌ام»، اقتباسی تامیل از رمان «عقل و احساس» جین آستین، بازی کرد. این فیلم به کارگردانی راجیو منون و با بازی ماموتی، تابو و آجیت کومار بود. رای نقش میناکشی، بر اساس ماریان دشوود، خواهر کوچکتر شخصیت تابو، را ایفا کرد. این فیلم موفقیت انتقادی و تجاری کسب کرد و منتقدان از بازی رای تمجید کردند؛ ایندین اکسپرس نوشت: «رای با میزان مناسبی از معصومیت به نقش خود حمله‌ور شده و کاملاً به نقش خود عدالت می‌رساند و با تابو همخوانی کامل دارد.».
رای سپس در درام اکشن «جنون» کنار شاهرخ خان و چاندراچور سینگ بازی کرد و نقش شرلی دیاس، خواهر دوقلوی شخصیت خان که عاشق برادر دشمن قسم‌خورده او (سینگ) می‌شود، را ایفا کرد. انتخاب رای به عنوان خواهر خان در آن زمان غیرمعمول بود، اما کارگردان منصور خان آن را «کامل» توصیف کرد. «جاش» نقدهای متفاوتی دریافت کرد و موفقیت تجاری داشت. در درام اجتماعی «قلبم با توست» به کارگردانی ساتیش کوشیک، رای نقش قربانی تجاوز را بازی کرد. این فیلم با بازی آنیل کاپور و سونالی بندره مورد استقبال منتقدان قرار گرفت و در گیشه موفق بود. سوکانیا ورما از تصمیم رای برای بازی در این فیلم تمجید کرد و گفت او «رنج و آشوب یک قربانی تجاوز را به خوبی منتقل می‌کند. اما انتقال او از یک ویرانه عاطفی که سعی در جمع‌آوری قطعات شکسته زندگی‌اش دارد، شگفت‌انگیز است.» این نقش سومین نامزدی بهترین بازیگر زن را در فیلم‌فیر برای او به ارمغان آورد.
پس از بازی در فیلم ناموفق «دو و نیم نامه عاشقانه»، رای نقش مکملی در درام رمانتیک موزیکال «محبت‌ها» به کارگردانی آدیتیا چوپرا ایفا کرد. او نقش مگا شانکار، دختر کارکتر آمیتاب باچان که پس از نپذیرفتن عشقش به یکی از شاگردان پدرش (شاهرخ خان) خودکشی می‌کند، را بازی کرد. «محبت‌ها» نقدهای مثبتی از منتقدان دریافت کرد، پرفروش‌ترین فیلم سال شد و برای رای نامزدی جایزه فیلم‌فیر بهترین بازیگر مکمل زن را به همراه داشت. سال بعد، او در کمدی رمانتیک «منحصربه‌فرد» کنار گوویندا و جکی شروف بازی کرد که هم فیلم و هم عملکرد او نقدهای منفی دریافت کردند؛ تاران آدارش از بالیوود هونگاما نوشت که رای «در برخی صحنه‌ها مصنوعی است.».

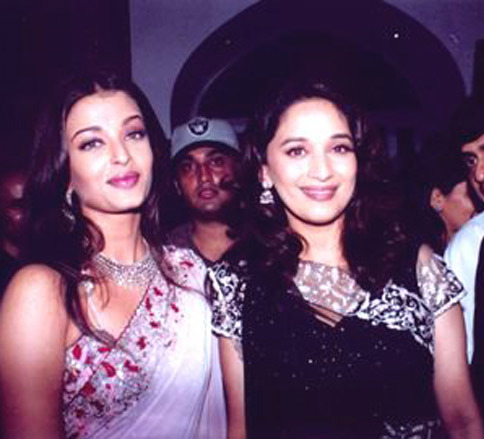
آیشواریا در کنار مادوری دیکشیت در مراسم اکران فیلمشون دیویداس در سال ۲۰۰۲

رای پس از بازی در کمدی «ما کمتر از دیگران نیستیم» به کارگردانی دیوید داوان، در درام رمانتیک تاریخی «دیوداس» به کارگردانی سانجای لیلا بانسالی کنار شاهرخ خان و مادوری دیکشیت ظاهر شد. این فیلم اقتباسی از رمان همنام شاراد چندر چاتوپادیای بود. رای نقش پارو (پرواتی)، معشوقه شخصیت اصلی (خان)، را ایفا کرد. این فیلم در جشنواره کن ۲۰۰۲ به نمایش درآمد و در فهرست «۱۰ فیلم برتر هزاره» مجله تایم قرار گرفت. «دیوداس» موفقیتی بین‌المللی با درآمد بیش از ۸۴۰ میلیون روپیه (۹.۹ میلیون دلار) کسب کرد. آلن موریسون از امپایر از بازی سه بازیگر اصلی تمجید کرد و نوشت: «رای ثابت می‌کند که استعداد بازیگری برای پشتیبانی از زیبایی بی‌نقص خود دارد.». این فیلم به عنوان نماینده رسمی هند برای جایزه اسکار بهترین فیلم غیرانگلیسی‌زبان انتخاب شد و در جوایز بفتا در بخش بهترین فیلم غیرانگلیسی‌زبان نامزد شد. در هند، این فیلم ۱۰ جایزه فیلم‌فیر، از جمله دومین جایزه بهترین بازیگر زن برای رای، دریافت کرد. در سال ۲۰۰۲، او در برنامه تلویزیونی بریتانیایی «از هند با عشق» کنار آمیتاب باچان، عامر خان، شاهرخ خان و پریتی زینتا شرکت کرد. این برنامه در اولد ترافورد منچستر و هاید پارک لندن با بیش از ۱۰۰,۰۰۰ تماشاگر برگزار شد.
در سال ۲۰۰۳، رای در دو درام رمانتیک بازی کرد: «رشته محبت»، نخستین تهیه‌کنندگی برادرش، کنار آرجون رامپال و «هیچی نگو» به کارگردانی روهان سیپی کنار ابیشک باچان. هیچ‌کدام از این فیلم‌ها از نظر انتقادی یا تجاری موفق نبودند. او سپس برای بازی در فیلم مستقل بنگالی «ماسه در چشم» به کارگردانی ریتوپارنو گوش مورد توجه قرار گرفت که اقتباسی از رمان همنام رابیندرانات تاگور بود. رای نقش بینودینی، بیوه‌ای احساسی و فریبنده که در بنگال اوایل قرن بیستم با امیال جنسی خود مبارزه می‌کند، را بازی کرد. این فیلم موفقیت انتقادی بزرگی بود و بازی رای تحسین شد؛ درک الی از ورایتی نوشت: «رای با حضور ظریف و حرکات فیزیکی خود بر فیلم تسلط دارد.» این فیلم در گیشه موفقیتی غیرمنتظره کسب کرد.
پس از موفقیت «ماسه در چشم»، رای در تریلر اکشن «خاکی» به کارگردانی راجکومار سانتوشی کنار آمیتاب باچان، آکشای کومار، آجی دیوگان و توشار کاپور بازی کرد. این فیلم داستان پنج پلیس درگیر رازی پیرامون یک حمله تروریستی را روایت می‌کند؛ رای نقش مهالاکشمی، یک زن تبهکار را ایفا کرد. در حین فیلمبرداری «خاکی»، او به طور تصادفی توسط یک ماشین در حال حرکت ضربه خورد که باعث شکستگی پای چپش شد. این فیلم با موفقیت انتقادی و تجاری متوسط روبه‌رو شد. در فیلم بعدی‌اش، کمدی رمانتیک «دیدی چی شد!»، رای نقش دیا مالهوترا، دانشجویی که به دوستش آرجون خانا (ویوک اوبروی) علاقه‌ای یک‌طرفه پیدا می‌کند، را بازی کرد. این فیلم نقدهای متفاوتی دریافت کرد اما از نظر تجاری ناموفق بود.
در سال ۲۰۰۴، رای برای بازی در فیلم بریتانیایی «عروس و تعصب» به کارگردانی گوریندر چادا کنار مارتین هندرسون به شهرت بین‌المللی دست یافت. این فیلم اقتباسی به سبک بالیوود از رمان «غرور و تعصب» جین آستین بود. منتقدان بین‌المللی نظرات متفاوتی درباره بازی رای در نقش نسخه پنجابی الیزابت بنت داشتند؛ نیویورک تایمز او را «زیبای درخشان اما بی‌روح» توصیف کرد در حالی که رولینگ استون نوشت: «او یک ستاره جهانی با استعداد هم‌تراز است، همان‌طور که در نخستین نقش انگلیسی‌زبان خود ثابت می‌کند.» این فیلم با درآمد جهانی ۲۴ میلیون دلار در برابر بودجه ۷ میلیون دلاری، موفقیت تجاری کسب کرد. رای سپس برای دومین بار با ریتوپارنو گوش در درام عاشقانه «بارانی»، اقتباسی از داستان «هدیه مغان» اُ. هنری، همکاری کرد که جایزه ملی فیلم بهترین فیلم بلند هندی را دریافت کرد. منتقدان از فیلم و نقش غیرپرزرق‌وبرق رای تمجید کردند و او نامزد جایزه فیلم‌فیر بهترین بازیگر زن شد. درک الی از ورایتی، «بارانی» را «جواهری کوچک» خواند و گفت که رای «آرایش بی‌نقص و لباس‌های معمول خود را کنار گذاشته و بیشتر شبیه یک عروسک شکسته و ناکارآمد به نظر می‌رسد.» گوتامان باسکاران از هندو گفت که رای «کاملاً ساده به نظر می‌رسد و تلاش صادقانه‌ای برای ابراز احساسات کرده، بیشتر از چهره و به‌ویژه چشمانش استفاده کرده است.»

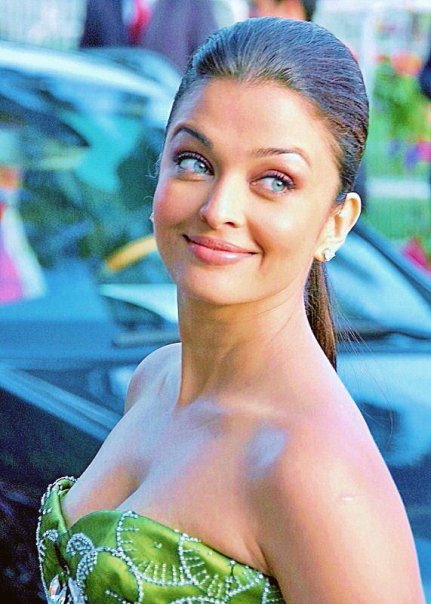
در جشنواره کن ۲۰۰۸

رای سپس در درام بزرگسالانه «کلمات» (۲۰۰۵) کنار سانجای دات و زاید خان بازی کرد که داستان نویسنده‌ای را روایت می‌کند که برای تحقیق کتاب بعدی‌اش، همسرش را ترغیب به رابطه با مردی جوان‌تر می‌کند. این فیلم نقدهای عمدتاً منفی دریافت کرد و در گیشه شکست خورد. تایمز هند نوشت: «برای بار چندم، خانم رای فوق‌العاده زیبا به نظر می‌رسد. و این تمام چیزی است که هست. او مانند یک کارت‌پستال تصویری است که وقتی منتظر نامه‌ای هستید دریافت می‌کنید. بسیار زیباست، اما بی‌فایده است چون چیزی نمی‌گوید.» در همان سال، رای نقش تیلو را در فیلم فانتزی رمانتیک «بانوی ادویه‌جات» به کارگردانی پل مایدا برگس، اقتباسی از رمان همنام چیتا بانرجی دیواکارونی، ایفا کرد. این فیلم نقدهای منفی دریافت کرد و از نظر تجاری ناموفق بود. پیتر بردشاو از گاردین بازی رای را «آزاردهنده» خواند و گفت او «در تمام فیلم با ناز و عشوه راه می‌رود.» تنها موفقیت رای در سال ۲۰۰۵ حضور ویژه در کمدی جنایی «بانتی و بابلی» به کارگردانی شاد علی بود، جایی که در شماره آیتم محبوب «کاجرا ره» ظاهر شد.
در سال ۲۰۰۶، رای در «امرائو جان» به کارگردانی جی. پی. دوتا و «موج ۲» از یاش راج فیلمز بازی کرد. «امرائو جان» اقتباسی از رمان اردوی «امرائو جان آدا» (۱۹۰۵) نوشته میرزا هادی روسوا بود که داستان یک روسپی محکوم به فنا در لکنهوی قرن نوزدهم را روایت می‌کند. رای نقش اصلی را ایفا کرد که پیش‌تر توسط رخا در اقتباس ۱۹۸۱ بازی شده بود. منتقدان، در مقایسه با نسخه ۱۹۸۱، از فیلم و بازی او انتقاد کردند. پونام جوشی از بی‌بی‌سی نوشت: «در حالی که تنها رای می‌توانست لطافت و وقار رخا را تقلید کند، او شدت اندوه پایدار امرائو را به خوبی به تصویر نمی‌کشد»، اما «زیبایی درخشان و هنر او مخاطب را تماشا نگه می‌دارد، هرچند نه لزوماً از نظر عاطفی درگیر.» I در فیلم ماجراجویی «موج ۲» به کارگردانی سانجای گادوی، رای نقش سونهری، دزد خرده‌پایی که به پلیس برای دستگیری یک جنایتکار فراری کمک می‌کند، را بازی کرد. این فیلم با بازیگرانی چون هرتیک روشن، ابیشک باچان، بیپاشا باسو و اودی چوپرا نقدهای متفاوتی دریافت کرد و نخستین موفقیت تجاری بزرگ رای پس از «دیوداس» بود. این فیلم پرفروش‌ترین فیلم هندی سال ۲۰۰۶ با درآمد بیش از ۱.۱۱ میلیارد روپیه (۱۳ میلیون دلار) شد. ردریف نوشت: «رای تماماً ظاهر است و هیچ عمقی ندارد. به‌ندرت تنشی در رفتار و حالات او احساس می‌شود... سونهری تقریباً ۵۰ دقیقه پس از شروع فیلم با ظاهری مبدل وارد می‌شود. در کمترین زمان، لباس‌های بسیار نازکی به تن می‌کند. وقتی دهانش را باز می‌کند – که دو دقیقه پس از ورودش به فیلم رخ می‌دهد – تصویر را خراب می‌کند.» با این حال، او برای این نقش ششمین نامزدی جایزه فیلم‌فیر بهترین بازیگر زن را کسب کرد.
در سال ۲۰۰۷، رای نقش همسر شخصیت ابیشک باچان را در درام اجتماعی «گورو» به کارگردانی مانی راتنام، که بیوگرافی خیالی تاجر دهیروبهای آمبانی بود، ایفا کرد. این فیلم داستان صعود یک مرد بی‌سواد به ساخت یک شرکت چندملیتی را روایت می‌کند. «گورو» مورد تحسین بین‌المللی قرار گرفت و موفقیتی در گیشه بود. ریچارد کورلیس از تایم نقش رای را «تزئینی» خواند، اما راجا سن از ردریف نوشت که او «شاید بهترین بازی خود را ارائه داده، به‌ویژه در اوج فیلم قابل‌مشاهده است.» رای برای این نقش هفتمین نامزدی بهترین بازیگر زن را در فیلم‌فیر دریافت کرد. او سپس در درام بریتانیایی مستقل «تحریک» به کارگردانی جگ موندرا کنار ناوین اندروز و میراندا ریچاردسون نقش کیرانجیت آهلوالیا، یک هندی غیرمقیم که پس از سال‌ها آزار خانگی، همسرش را به قتل می‌رساند، را بازی کرد. رای برای بازی‌اش عمدتاً نقدهای مثبتی دریافت کرد. ایندو میرنی از دیلی نیوز اند انالیز نوشت: «آیشواریا رای نقش همسر آزار دیده را بازی می‌کند در آنچه بدون شک یکی از بهترین اجراهای او تا به امروز است. رای به‌طور متقاعدکننده‌ای مراحل شوک، سردرگمی، پشیمانی و در نهایت توجیه را طی می‌کند.» این فیلم در سطح بین‌المللی مورد استقبال قرار گرفت و در بریتانیا موفقیتی متوسط داشت. در همان سال، رای کنار بن کینگزلی، کالین فرث و توماس سانگستر در فیلم حماسی «آخرین لژیون» به کارگردانی داگ لفلر نقش میرا، یک جنگجوی هندی، را ایفا کرد.
پس از مجموعه‌ای از فیلم‌هایی که از نظر انتقادی یا تجاری عملکرد ضعیفی داشتند، رای با درام رمانتیک تاریخی «فرمانروای عشق» (۲۰۰۸) به کارگردانی آشوتوش گواریکر موفقیت انتقادی و تجاری کسب کرد. این فیلم روایتی تا حدی خیالی از ازدواج مصلحتی بین امپراتور مغول جلال‌الدین محمد اکبر (هرتیک روشن) و پرنسس راجپوت جودها بای (رای) را به تصویر می‌کشد. راجیو ماساند نوشت: «رای به‌طور شگفت‌انگیزی خویشتن‌دار است و از چشمانش به‌خوبی برای انتقال احساسات استفاده می‌کند، و این یکی از بهترین اجراهای او روی پرده است.» این فیلم با درآمد ۱.۱۲ میلیارد روپیه (۱۳ میلیون دلار) برای رای نامزدی جایزه فیلم‌فیر بهترین بازیگر زن را به همراه داشت. او سپس در درام سیاسی «سرکار راج» به کارگردانی رام گوپال ورما، دنباله‌ای بر فیلم موفق «سرکار» (۲۰۰۵)، کنار همسرش ابیشک باچان و پدرشوهرش آمیتاب باچان بازی کرد. رای نقش آنیتا راجان، مدیرعامل یک شرکت بین‌المللی انرژی که پیشنهاد تأسیس نیروگاهی در ماهاراشترا را می‌دهد، را ایفا کرد. این فیلم موفقیت انتقادی و تجاری کسب کرد و بازی سه بازیگر اصلی تحسین شد.
نوسانات حرفه‌ای و وقفه (۲۰۰۹–۲۰۱۶)
نقش بعدی رای در کمدی جاسوسی «پلنگ صورتی ۲» (۲۰۰۹) به کارگردانی هرالد زوارت کنار استیو مارتین، ژان رنو و امیلی مورتیمر بود. رای نقش سونیا سولاندرس، متخصص جرم‌شناسی فریبنده را بازی کرد. مانند نسخه قبلی، این فیلم نقدهای منفی دریافت کرد اما در گیشه آمریکا ۳۴ میلیون دلار فروش داشت. راجر ایبرت نوشت: «رای در فیلم‌های بالیوود خیره‌کننده است، جایی که تخصص زیادی به تحسین زیبایی اختصاص می‌یابد، اما در اینجا کمتر استفاده شده و بیش از حد در پس‌زمینه است.» یواس‌ای تودی حالات او را «خشک» خواند و افزود: «او زیبا به نظر می‌رسد، اما حالاتش به‌ندرت تغییر می‌کند.»

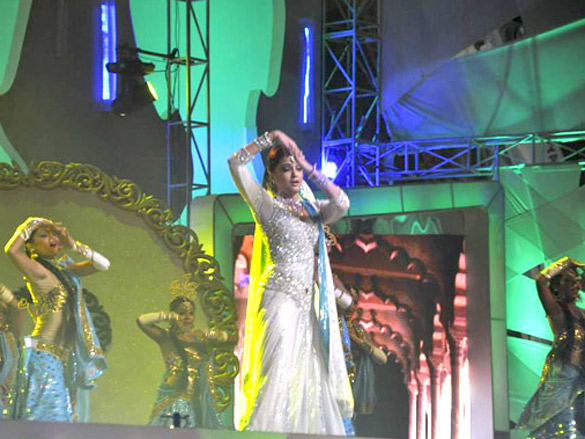
آیشواریا رای حین اجرا در جوایز استار اسکرین در سال ۲۰۱۱

در سال ۲۰۱۰، رای در دو اقتباس مدرن مانی راتنام از حماسه هندی رامایانا – نسخه تامیل «راوانا» و نسخه هندی «پلید» – که به‌صورت همزمان فیلمبرداری شدند، بازی کرد. در هر دو نسخه، رای نقش راگینی، همسر یک سرباز پلیس که توسط یک راهزن ربوده می‌شود را ایفا کرد. این نقش بر اساس سیتا، قهرمان زن رامایانا، مدل‌سازی شده بود. «راوانا» بازگشت رای به سینمای تامیل پس از ۱۰ سال بود. «راوانا» موفقیت تجاری داشت، در حالی که نسخه هندی در گیشه شکست خورد. هر دو فیلم نقدهای متفاوتی دریافت کردند، همانند بازی رای. کاوری بامزای از ایندیا تودی نوشت: «سیتای رای یکی از بهترین چیزها در فیلم است... بازی او صادقانه است – این بازیگری است که با بازی زنان، نه دختران، راحت است.» اما آنیرودها گوها و راجیو ماساند از شخصیت او انتقاد کردند و گفتند: «او مجبور به فریاد زدن، جیغ کشیدن و غرش است.»
نقش بعدی رای در فیلم علمی-تخیلی تامیل «روبات» (۲۰۱۰) به کارگردانی اس. شانکار کنار راجینیکانت بود. او نقش سانا، دانشجوی کالج و دوست‌دختر شخصیت راجینیکانت را بازی کرد. در زمان اکران، «انتی‌ران» گران‌ترین فیلم هندی بود و یکی از پرفروش‌ترین فیلم‌های هندی تاریخ شد. سپس او در کمدی علمی-تخیلی «تکرار زندگی» به کارگردانی ویپول شاه نقش مالا، دختری گستاخ را ایفا کرد.
آخرین فیلم رای در سال ۲۰۱۰، درام «درخواست» بود که سومین همکاری او با سانجای لیلا بانسالی و هرتیک روشن بود. این فیلم داستان ایتن ماسکارناس، یک شعبده‌باز سابق فلج (روشن) را روایت می‌کند که پس از سال‌ها مبارزه، درخواست مرگ آسان می‌دهد. رای نقش سوفیا دی‌سوزا، پرستار او که توسط شوهر الکلی‌اش آزار می‌بیند، را بازی کرد. رای به دلیل همکاری‌های قبلی با بانسالی، بدون خواندن فیلمنامه این پروژه را پذیرفت. این فیلم با وجود شکست در گیشه، نقدهای مثبتی دریافت کرد. تلگراف آن را «یکی از بهترین اجراهای رای» خواند و تایمز هند گفت: «رای تصویری خیره‌کننده از آتش و لطافت است و با سرزندگی محض خود در برخی صحنه‌ها برجسته می‌شود.» در سال ۲۰۱۱، رای برای نقش اصلی درام اجتماعی «هروئین» به کارگردانی مادور بهاندارکار انتخاب شد، اما به دلیل بارداری‌اش با کارینا کاپور، انتخاب اولیه این نقش، جایگزین شد.
پس از پنج سال وقفه در بازیگری، رای با درام-تریلر «احساس» به کارگردانی سانجای گوپتا کنار شبانه عظمی و عرفان خان. بازگشت و همچنین تهیه‌کننده فیلم بود. این فیلم بازسازی تریلر کره‌ای «هفت روز» (۲۰۰۷) بود؛ رای نقش آنورادها ورما، وکیل جنایی که برای نجات دخترش مجبور به دفاع از یک متجاوز می‌شود، را ایفا کرد. شوبها شتی-ساها از مید-دی نقد کرد که فیلم ملودرام غیرضروری دارد و گفت رای «نقش را خوب به نظر می‌آورد و حتی عملکرد نسبتاً خوبی دارد، به جز در برخی صحنه‌های احساسی که به‌وضوح بیش از حد اغراق می‌کند.» این فیلم در گیشه عملکرد ضعیفی داشت.

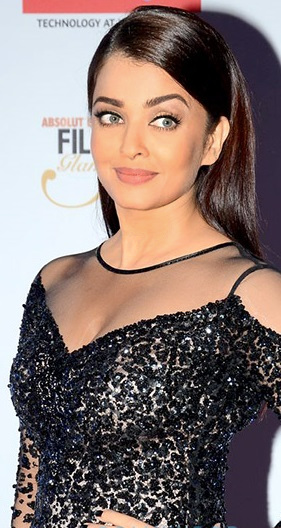
آیشواریا رای در سال ۲۰۱۶

در سال ۲۰۱۶، رای در درام بیوگرافی «ساربجیت» به کارگردانی اومونگ کومار بازی کرد که بر اساس زندگی ساربجیت سینگ، کشاورز هندی محکوم به تروریسم توسط دادگاه پاکستان بود و خواهرش دالبیر کاور برای آزادی او مبارزه کرد. رای نقش دالبیر کاور را بازی کرد و رندیپ هودا نقش ساربجیت را ایفا کرد. این فیلم در شصت و نهمین جشنواره کن به نمایش درآمد. برخی منتقدان گفتند رای برای این نقش «نامناسب» بود زیرا نه شبیه یک زن سیک به نظر می‌آمد و نه صدای او چنین بود. لهجه پنجابی و بازی بیش‌ازحد او در چند صحنه مورد انتقاد قرار گرفت، هرچند چندین منتقد اشاره کردند که او در صحنه‌های آرام فیلم برجسته است. راجیو ماساند گفت: «رای باید برای بیان اندوهش فریاد بزند و اشک بریزد؛ این تندی به او کمکی نمی‌کند. در لحظات آرام‌تر – مانند صحنه‌ای که دالبیر نمی‌تواند از نوزاد مرده‌اش جدا شود – این بازیگر می‌درخشد.» این نقش دهمین نامزدی جایزه فیلم‌فیر بهترین بازیگر زن را برای او به همراه داشت. این فیلم با بودجه ۱۵۰ میلیون روپیه (۱.۸ میلیون دلار) بیش از ۴۴۰ میلیون روپیه (۵.۲ میلیون دلار) در سراسر جهان فروش داشت.
موفقیت با کارهای متناوب (۲۰۱۶–۲۰۲۳)
آخرین نقش رای در سال ۲۰۱۶ در درام رمانتیک موزیکال «قلب سخت» به کارگردانی کاران جوهر کنار آنوشکا شارما و رانبیر کاپور بود، جایی که نقش صبا، یک شاعر را با زمان محدود روی پرده ایفا کرد. رای با وجود زمان محدود، نقدهای مثبتی دریافت کرد. جو لیدون از ورایتی او را دارایی اصلی فیلم خواند و نوشت: «او انگار از فیلم دیگری آمده است، جایی که احساسات به شکلی ظریف‌تر و تأثیرگذارتر منتقل می‌شوند. وقتی از «قلب سخت» خارج می‌شود، ممکن است آرزو کنید که بتوانید با او بروید.» این فیلم یکی از بزرگ‌ترین موفقیت‌های تجاری رای با درآمد بیش از ۲ میلیارد روپیه (۲۴ میلیون دلار) بود. دو سال بعد، او در درام-کمدی «فنی خان» (۲۰۱۸)، اقتباسی از فیلم بلژیکی «همه معروفند!» (۲۰۰۰)، نقش خواننده‌ای که توسط پدری مضطرب ربوده می‌شود را بازی کرد. این فیلم با بازی آنیل کاپور و راجکومار رائو بود. اودی بهاتیا از مینت فیلم را نپسندید و گفت رای «حضوری بیش از حد آرام روی پرده دارد که نمی‌تواند حماقت مورد نیاز این فیلم را به‌خوبی منتقل کند.»
رای بار دیگر با مانی راتنام در فیلم دو قسمتی حماسی تامیل «پونیین سلوان: قسمت اول» (۲۰۲۲) و «پونیین سلوان: قسمت دوم» (۲۰۲۳) همکاری کرد که بر اساس رمان حماسی همنام کالکی کریشنامورتی بود. هر دو قسمت به‌صورت همزمان فیلمبرداری شدند. رای نقش ناندینی، ملکه چولا با نقشه‌های مخفیانه را ایفا کرد. هاریچارن پودیپدی از هندوستان تایمز بازی او در بخش اول را بهترین در میان بازیگران گروهی خواند و در بخش دوم آن را بهترین در حرفه‌اش دانست، در حالی که سونیل ددیا از نیوز ۱۸ گفت رای «به‌طور شگفت‌انگیزی خویشتن‌دار است و از چشمانش به‌خوبی برای انتقال احساسات بسیار استفاده می‌کند.» «پونیین سلوان: قسمت اول» با درآمد ۵ میلیارد روپیه (۵۹ میلیون دلار) در سراسر جهان یکی از پرفروش‌ترین فیلم‌های تامیل تاریخ شد، در حالی که «پونیین سلوان: قسمت دوم» بیش از ۳ میلیارد روپیه (۳۵ میلیون دلار) فروش داشت.

## فعالیت‌های خارج از پرده
اجراهای صحنه‌ای
در سال ۱۹۹۹، رای همراه با عامر خان، رانی موکرجی، آکشای خانا و توینکل خانا در تور جهانی «پنج باشکوه» شرکت کرد. در سال ۲۰۰۱، او در نخستین تور کنسرت خود در آمریکای شمالی، «دیوانگی ۲۰۰۱»، کنار آنیل کاپور، عامر خان، پریتی زینتا و گریسی سینگ ظاهر شد. این برنامه به دلیل حملات ۱۱ سپتامبر ۲۰۰۱ در آمریکا زودتر لغو شد و گروه برای بازگشت سریع به هند آماده شد، اما تور در کانادا ادامه یافت.
رای در مراسم اختتامیه بازی‌های کشورهای مشترک‌المنافع ۲۰۰۶ در ملبورن، استرالیا، همراه با دیگر بازیگران بالیوود ظاهر شد. این اجرا فرهنگ هندی را به نمایش گذاشت تا مقدمه‌ای برای میزبانی هند در بازی‌های ۲۰۱۰ باشد. بین ژوئیه و اوت ۲۰۰۸، رای، همسرش ابیشک باچان، پدرشوهرش آمیتاب باچان و بازیگران پریتی زینتا، ریتش دشموک و مادوری دیکشیت در تور جهانی «تور فراموش‌نشدنی» در آمریکا، کانادا، بریتانیا، هلند و ترینیداد و توباگو شرکت کردند.
منافع تجاری

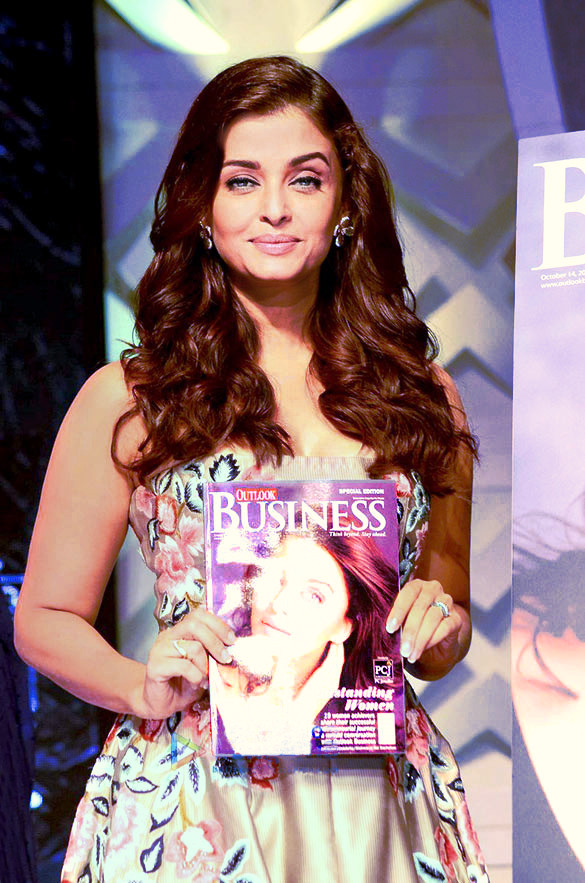
آیشواریا رای پس از دریافت‌ جایزه زن برجسته «اوت‌لوک بیزینس» در سال ۲۰۱۶

رای در عملیات اجرایی شرکت سرگرمی پدرشوهرش، شرکت آمیتاب باچان، مشارکت داشت.
در سال ۲۰۱۶، نام رای در اسناد پاناما، مجموعه‌ای از داده‌های فاش‌شده از یک شرکت حقوقی پانامایی، ذکر شد. او، والدین و برادرش بین سال‌های ۲۰۰۵ تا ۲۰۰۸ به عنوان مدیران یک نهاد فراساحلی به نام امیک پارتنرز لیمیتد در جزایر ویرجین بریتانیا ثبت شده بودند. در دسامبر ۲۰۲۱، اداره اجرای قانون هند از رای بازجویی کرد و او هرگونه آگاهی از این شرکت را رد کرد و اظهار داشت که پدرش مسئول امور مالی او بوده است. در سال ۲۰۱۹، رای و مادرش ۱۰ میلیون روپیه (۱۲۰,۰۰۰ دلار) در استارتاپ زیست‌محیطی امبی، که کیفیت هوا و سایر پارامترها را با داده‌ها اندازه‌گیری می‌کند، سرمایه‌گذاری کردند. در سال ۲۰۲۱، شرکت مراقبت‌های بهداشتی مبتنی بر تغذیه پاسیبل، با حمایت کاپیتال کالاری، ۵۰ میلیون روپیه (۵۹۰,۰۰۰ دلار) از رای در یک دور تأمین مالی بزرگ دریافت کرد.
تبلیغات
رای نخستین تبلیغ خود را برای مدادهای امتحانی کملین در کلاس نهم انجام داد. او پس از حضور در تبلیغ پپسی با عامر خان به شهرت رسید. او تنها بازیگری است که برای هر دو برند پپسی و کوکاکولا تبلیغ کرده است.
رای یکی از برترین سفیران برند در هند است. او همچنین در سال ۱۹۹۹ نیز به عنوان سفیر ظرافت لونژین انتخاب شد. در سال ۲۰۰۳، سفیر جهانی برند لورئال کنار اندی مک‌داول، اوا لونگوریا و پنه‌لوپه کروز شد. او برای برندهایی مانند لونژین، لورئال، ساعت‌های تیتان، کوکاکولا، لوازم آرایشی لاکمه، پیجر کاسیو، فیلیپس، پالمولیو، لوکس، فیلم‌های فوجی، جواهرات الماس نخشترا و جواهرسازان کالیان مدلینگ کرده است. او سفیر رسمی برند الماس‌های د بیرز در هند بود. در سال ۲۰۱۲، در نظرسنجی گزارش جهانی ساعت، به عنوان دومین سفیر محبوب برند ساعت در جهان رتبه‌بندی شد. در سال ۲۰۱۳، گروه TTK او و همسرش را به عنوان سفیران برند انتخاب کرد. در سال ۲۰۲۳، شبکه CNBC TV18 گزارش داد که او برای تبلیغات برند روزانه بین ۶۰ میلیون روپیه (۷۱۰,۰۰۰ دلار) تا ۷۰ میلیون روپیه (۸۳۰,۰۰۰ دلار) درآمد دارد.
فعالیت‌های خیریه
رای سفیر انجمن بانک چشم هند برای کمپین سراسری ترویج اهدای چشم است. در نوامبر ۲۰۰۴، بنیاد آیشواریا رای را برای کمک به نیازمندان در هند تأسیس کرد. در سال ۲۰۰۵، سفیر کمپین پالس پولیو شد، برنامه‌ای که دولت هند در سال ۱۹۹۴ برای ریشه‌کن کردن فلج اطفال در کشور راه‌اندازی کرد. در همان سال، به عنوان سخنگوی سال بین‌المللی میکرواعتبار انتخاب شد و آگاهی از تلاش‌های سازمان ملل برای کاهش فقر را افزایش داد.
در فوریه ۲۰۰۵، رای همراه با دیگر ستارگان بالیوود در کنسرت تله‌تون «کمک!» برای جمع‌آوری کمک برای قربانیان زلزله و سونامی ۲۰۰۴ اجرا کرد. در سال ۲۰۰۸، او همراه با دیگر اعضای خانواده باچان سنگ بنای مدرسه‌ای به نام خود برای دختران محروم در دهکده دولت‌پور، اوتار پرادش، گذاشت. خانواده باچان اعلام کردند که هزینه ساخت این مدرسه را تأمین خواهند کرد. زمین اختصاص‌یافته برای ساخت با اختلافاتی بین پدرشوهر رای و بازیگر و سیاستمدار جایا پرادا مواجه شد. این مسئله تا سال ۲۰۱۲ گزارش شد که حل شده است، اما تا سال ۲۰۱۸ ساخت‌وساز در این مکان آغاز نشده بود.
رای از «بنیاد مردمی رعایت اصول اخلاقی در برابر جانوران» هند حمایت می‌کند. در سال ۲۰۰۹ نیز او به عنوان نخستین سفیر حسن نیت اسمایل ترن، خیریه بین‌المللی که جراحی رایگان شکاف لب و کام را برای کودکان نیازمند ارائه می‌دهد، انتخاب شد. فعالیت او با اسمایل ترن بر هند و ۷۶ کشور در حال توسعه دیگر متمرکز بود. در سپتامبر ۲۰۱۲، رای به همراه بان کی-مون، دبیرکل سازمان ملل، و مایکل داگلاس، بازیگر هالیوود، در مراسمی در نیویورک برای بزرگداشت روز بین‌المللی صلح شرکت کرد. در همان هفته، او به عنوان سفیر جدید حسن نیت بین‌المللی، برنامه مشترک سازمان ملل در زمینه ایدز و اچ‌آی‌وی، انتخاب شد و وظیفه داشت آگاهی در مورد محافظت از کودکان در برابر عفونت اچ‌آی‌وی و افزایش دسترسی به درمان ضد رتروویروسی را بالا ببرد.

## تأثیر و بازخورد
هنر و تصویر رسانه‌ای

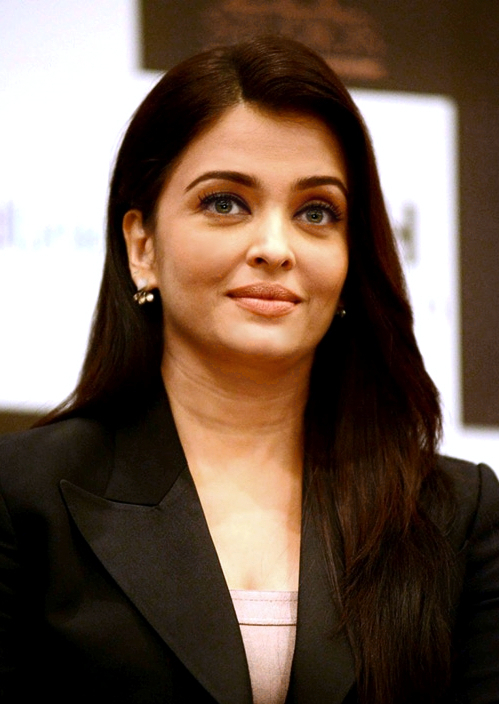
آیشواریا رای در سال ۲۰۰۵

آیشواریا رای باچان یکی از محبوب‌ترین و پردرآمدترین بازیگران هند است. طرفداران و رسانه‌ها اغلب او را با نام‌های مستعار «آش» و «آیش» خطاب می‌کنند، اما او گفته است که از این نام‌ها خوشش نمی‌آید و از مردم خواسته است که او را با نام‌های دیگر غیر از «آیشواریا» صدا نکنند، زیرا نمی‌خواهد «نام نیکش» خراب شود. در ابتدای حرفه‌اش، برخی رسانه‌های هندی او را «بی‌روح» و «غیربازیگر» توصیف کردند و زمانی که برخی از فیلم‌هایش در گیشه عملکرد ضعیفی داشتند، از او انتقاد کردند. با وجود پیشنهادهای متعدد برای بازی در فیلم‌ها، او در پذیرش نقش‌ها بدون ارزیابی دقیق مردد بود و گفته است: «ترجیح می‌دهم قبل از جهش، نگاه کنم.» پس از مادر شدن، رای برای ایجاد تعادل بین مادری و کار، تعداد پروژه‌های خود را محدود کرد.
در سال ۲۰۲۳، آنجلی بلگومکار از ایندین اکسپرس اشاره کرد که با وجود بازی در حدود ۱۰ فیلم در یک دهه، رای همچنان برای نسل جوان جذاب است، زیرا تأثیر او نه تنها به نقش‌های روی پرده یا انتخاب‌های مد، بلکه به عنصر «ستارگی» او نیز بستگی دارد که او را محبوب کرده است. هرتیک روشن، که در سه فیلم با رای هم‌بازی بود، از اخلاق کاری او تمجید کرد و گفت: «سطح صبر او الهام‌بخش است. اگر لازم باشد تمام روز مثل جودها بنشیند، این کار را می‌کند. اگر لازم باشد تمام روز مثل سوفیا بایستد تا لباسش چروک نشود، این کار را انجام می‌دهد.» اومونگ کومار، کارگردان، معتقد است که او یک «بازیگر کارگردان» است که با هدایت درست می‌تواند خود را به هر شخصیتی تبدیل کند. با وجود گمانه‌زنی‌های مداوم رسانه‌ها، رای زندگی شخصی‌اش را به خوبی حفظ کرده و فعالیت‌هایش در شبکه‌های اجتماعی محدود است. در خارج از پرده و در رسانه‌ها، او به خاطر طبیعت حساس و دلسوزش شناخته شده و گزارش شده که غرایزش او را هدایت می‌کنند. در مصاحبه‌ای، رای اظهار داشت: «من مثل آب هستم، به‌طور طبیعی و به‌راحتی با هر موقعیتی سازگار می‌شوم و خودم را تنظیم می‌کنم. این همیشه فضای ذهنی و خلق‌وخوی من بوده است.»
در سال ۲۰۰۱، فوربس رای را در میان پنج ستاره برتر سینمای هند قرار داد. او به مدت شش سال متوالی (۲۰۰۳–۲۰۰۸) در فهرست سالانه ردریف «بهترین بازیگران زن بالیوود» قرار گرفت. همچنین در فهرست‌های دیگر ردریف مانند «فهرست قدرت: برترین بازیگران زن بالیوود»، «بهترین بازیگران زن بالیوود تمام دوران»، «۱۰ بازیگر برتر زن ۲۰۰۰–۲۰۱۰» و «زنان چندوجهی» حضور داشت. فیلم‌فیر نیز رای را در فهرست‌های «ده بازیگر برتر زن» در سال‌های ۲۰۰۳ و ۲۰۰۴ قرار داد و در سال ۲۰۰۷ در فهرست قدرت خود او را در رتبه هشتم جای داد. در سال ۲۰۰۴، تایم را به عنوان یکی از ۱۰۰ فرد تأثیرگذار جهان انتخاب کرد و او روی جلد نسخه آسیایی ۲۰۰۳ این مجله ظاهر شد. رای در برنامه‌های گفت‌وگوی تلویزیونی مانند «برنامه آخر وقت با دیوید لترمن» حضور یافت و نخستین شخصیت بالیوودی بود که در برنامه  «زنان در سراسر جهان» اپرا وینفری ظاهر شد. او به مدت دو سال متوالی (۲۰۰۴ و ۲۰۰۵) در فهرست ۵۰ فرد قدرتمند هندوستان تودی قرار گرفت.
در سال‌های ۲۰۰۸ و ۲۰۱۱، مجله ورور رای را در فهرست زنان قدرتمند کشور قرار داد. در سال ۲۰۰۹، فوربس او را در رتبه ۳۸۷ از ۱۴۱۱ بازیگر در فهرست ستارگان سودآور هالیوود قرار داد و او بالاترین رتبه را در میان بازیگران هندی داشت. در نظرسنجی روزنامه دیلی نیوز اند انالیز در سال ۲۰۰۹، رای به عنوان یکی از محبوب‌ترین نمادهای هند انتخاب شد. در همان سال، او در برنامه‌های تلویزیونی مارتا و تایرا بنکس شو حضور یافت. او به مدت ده سال در فهرست‌های «برترین بازیگران زن بالیوود» باکس آفیس ایندیا قرار داشت و از سال ۲۰۰۰ تا ۲۰۰۹ در رتبه اول فهرست برترین بازیگران زن این سایت بود و در فهرست «برترین بازیگران زن تمام دوران» رتبه دوم را کسب کرد. او در فهرست «۷۵ بازیگر برتر زن بالیوود» اوت‌لوک ایندیا نیز قرار گرفت. از سال ۲۰۱۲ تا ۲۰۱۵ و در سال ۲۰۱۸، رای در فهرست ۱۰۰ سلبریتی فوربس ایندیا، که بر اساس درآمد و محبوبیت سلبریتی‌های هندی تنظیم شده، قرار گرفت و در سال ۲۰۱۵ با درآمد سالانه ۴۸۰ میلیون روپیه (۵.۷ میلیون دلار) در رتبه ۳۴ به اوج رسید. شرکت تحقیقات بازار یوگاو در سال ۲۰۱۸ رای را یازدهمین فرد تحسین‌شده جهان نامید. ثروت او حدود ۷.۷۶ میلیارد روپیه (۹۲ میلیون دلار) تخمین زده شده است. تا سال ۲۰۲۴، او به عنوان دومین بازیگر زن ثروتمند هند تخمین زده می‌شود.
زیبایی و شهرت جهانی

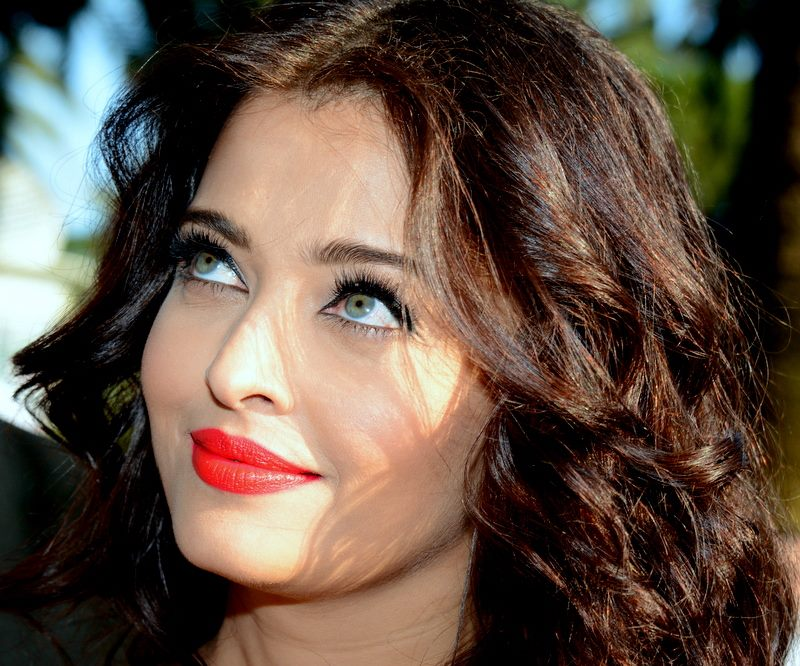
آیشواریا رای باچان در سال ۲۰۱۴؛ چشمان سبز-آبی او به عنوان نشانه‌ای برجسته توسط رسانه‌های هندی شناخته شده‌اند.

در دهه‌های ۲۰۰۰ و ۲۰۱۰، رسانه‌ها اغلب رای را «زیباترین زن جهان» توصیف کردند. ظاهر فیزیکی و اجراهای او، وی را به یک نماد سبک برای زنان تبدیل کرده است. رسانه‌ها ویژگی‌های بارز او را چشمان سبز-آبی، لب‌های جذاب، اندام متناسب و رفتار زنانه‌اش ذکر کرده‌اند که به عنوان نشانه‌های تجاری او شناخته می‌شوند. سانجای لیلا بانسالی، که در فیلم‌های «من قلبم را برای محبوبم می‌فرستم» (۱۹۹۹)، «دیوداس» (۲۰۰۲) و «درخواست» (۲۰۱۰) با رای کارگردانی کرد، درباره توانایی او در انتقال احساسات از طریق چشمانش اظهار داشت: «چیزی در چشمان او وجود دارد. این مهم‌ترین جنبه زیبایی اوست. آنها 'عادی' نیستند. آن‌قدر قدرتمندند که حتی اگر دیالوگی به او ندهید، احساسات را منتقل می‌کنند.» او همچنین از توانایی رای برای اجرای شماره‌های موزیکال با وجود آسیب‌های جسمانی یا درد تمجید کرد.
در نظرسنجی خوانندگان مجله هلو! بریتانیا، رای به عنوان «جذاب‌ترین زن سال ۲۰۰۳» انتخاب شد. در همان سال، او در فهرست سالانه «داغ‌ترین‌ها» مجله رولینگ استون ظاهر شد. ردریف دات کام او را در صدر فهرست‌های «زیباترین بازیگران زن بالیوود» و «زن خوش‌پوش» قرار داد. او موضوع یک پروفایل ۶۰ دقیقه‌ای در ۲ ژانویه ۲۰۰۵ بود که اظهار داشت: «حداقل طبق هزاران وب‌سایت، نظرسنجی‌های اینترنتی و حتی جولیا رابرتز»، رای باچان «زیباترین زن جهان» است. مجله ماکسیم بریتانیا او را در صدر فهرست «جذاب‌ترین زنان هند» قرار داد. در سال ۲۰۰۵، فهرست «زیباترین زنان جهان» هارپرز اند کوئینز رای را در رتبه نهم قرار داد. در مه ۲۰۰۶، او در مجله پیپل به عنوان یکی از «زیباترین‌های جهان» معرفی شد. مجله بریتانیایی ایسترن آی در سال ۲۰۰۶ او را در رتبه سوم فهرست «جذاب‌ترین زنان آسیا» قرار داد و در سال‌های ۲۰۰۷ و ۲۰۰۹ در میان ده نفر برتر بود. او در سال‌های بعدی نیز در این فهرست حضور داشت و در سال ۲۰۱۹ به عنوان یکی از جذاب‌ترین زنان آسیایی دهه انتخاب شد. در سال ۲۰۰۸، کانال تلویزیونی آمریکایی «ای‌ اینترتینمنت» چشمان رای را در فهرست جذاب‌ترین اعضای بدن قرار داد.
رای در فهرست ۵۰ زن مطلوب تایمز آف ایندیا در سال ۲۰۱۰ در رتبه دوم و در سال ۲۰۱۱ در رتبه نهم قرار گرفت. تایمز آف ایندیا همچنین او را در رتبه پنجم فهرست «۵۰ چهره زیبا» قرار داد و او را به عنوان یکی از «زنان همیشه مطلوب» نامید. در سال ۲۰۱۱، ایندیا تودی گزارش داد که بیش از ۱۷,۰۰۰ وب‌سایت به رای باچان اختصاص داده شده است. در همان سال، او به دلیل عدم کاهش وزن پس از بارداری با تبلیغات منفی مواجه شد. با وجود انتقادات، او در مراسم خیریه «سینما علیه ایدز» در جشنواره کن ۲۰۱۲ – یازدهمین حضورش در این جشنواره – روی فرش قرمز ظاهر شد. در همان سال، رای در فهرست مجله نیویورک از «چهل زنی که زنان زیبا می‌دانند» در رتبه ۲۱ قرار گرفت؛ این مجله اظهار داشت: «او ممکن است 'زیباترین زن جهان' باشد، اما آنچه واقعاً دوست داریم این است که او هرگز روی پرده شکننده به نظر نمی‌رسد.»
در اکتبر ۲۰۰۴، مجسمه مومی رای در موزه مادام توسو لندن به نمایش گذاشته شد. او ششمین هندی و دومین شخصیت بالیوودی – پس از پدرشوهرش آمیتاب باچان – بود که این افتخار را کسب کرد. در سال ۲۰۰۷، همان مجسمه در موزه مادام توسو در میدان تایمز نیویورک به نمایش درآمد و نسخه دیگری در واشنگتن ارائه شد. در سال ۲۰۰۵ در هلند، گونه‌ای از گل لاله به نام او نام‌گذاری شد. همچنین در سال ۲۰۰۵، شرکت متل نسخه محدودی از عروسک‌های باربی رای را در بریتانیا منتشر کرد.

## فیلم‌شناسی
| سال  | عنوان                            | نقش                       | زبان         | توضیحات                            |
| ---- | -------------------------------- | ------------------------- | ------------ | ---------------------------------- |
| ۱۹۹۷ | دوتا                             | پوشپاوالی/کالپانا         | تامیلی       |                                    |
| ۱۹۹۷ | و عشق اتفاق افتاد                | آشی کاپور                 | هندی         |                                    |
| ۱۹۹۸ | دوقلوها                          | مادهومیتا/ویشناوی         | تامیلی       |                                    |
| ۱۹۹۹ | بیا برگردیم                      | پوجا والیا                | هندی         |                                    |
| ۱۹۹۹ | من قلبم را برای محبوبم می‌فرستم   | ناندینی                   | هندی         |                                    |
| ۱۹۹۹ | بیا، اوه ماه                     | نامشخص                    | تلوگویی      | حضور ویژه در آهنگ "عشق برای زندگی" |
| ۱۹۹۹ | ریتم                             | مانسی                     | هندی         |                                    |
| ۲۰۰۰ | نفرت                             | چامپاکالی                 | هندی         | حضور ویژه                          |
| ۲۰۰۰ | من دیده‌ام، دیده‌ام                | میناکشی                   | تامیلی       |                                    |
| ۲۰۰۰ | جنون                             | شرلی دیاس                 | هندی         |                                    |
| ۲۰۰۰ | قلبم با توست                     | پریتی ویاس                | هندی         |                                    |
| ۲۰۰۰ | دو و نیم نامه عاشقانه            | ساهیبا گرِوال              | هندی         |                                    |
| ۲۰۰۰ | محبت‌ها                           | مگا شنکار                 | هندی         |                                    |
| ۲۰۰۱ | منحصربه‌فرد                       | سونیا هاینز               | هندی         |                                    |
| ۲۰۰۲ | من مال توام عزیزم                | سومان                     | هندی         | حضور ویژه                          |
| ۲۰۰۲ | ما کمتر از دیگران نیستیم         | کومال راستوگی             | هندی         |                                    |
| ۲۰۰۲ | ۲۳ مارس ۱۹۳۱: شاهد               | ماناوالی                  | هندی         | حضور ویژه                          |
| ۲۰۰۲ | دیوداس                           | پارواتی "پارو" چاکرابورتی | هندی         |                                    |
| ۲۰۰۲ | قدرت                             | خودش                      | هندی         | حضور ویژه در آهنگ "عشق کمینا"      |
| ۲۰۰۳ | ماسه در چشم                      | بینودینی                  | بنگالی       |                                    |
| ۲۰۰۳ | رشته محبت                        | تیا شارما                 | هندی         |                                    |
| ۲۰۰۳ | هیچی نگو                         | نَمرَتا شریواستاو           | هندی         |                                    |
| ۲۰۰۴ | خاکی                             | مهالاکشمی                 | هندی         |                                    |
| ۲۰۰۴ | دیدی چی شد!                      | دیا مالهوترا              | هندی         |                                    |
| ۲۰۰۴ | عروس و تعصب                      | لالیتا باکشی              | انگلیسی      |                                    |
| ۲۰۰۴ | بارانی                           | نیرجا                     | هندی         |                                    |
| ۲۰۰۵ | کلمات                            | آنتارا واشیست/تامانا      | هندی         |                                    |
| ۲۰۰۵ | بانوی ادویه‌جات                   | تیلو                      | انگلیسی      |                                    |
| ۲۰۰۵ | بانتی و بابلی                    | نامشخص                    | هندی         | حضور ویژه در آهنگ "کجرا ره"        |
| ۲۰۰۶ | امرائو جان                       | امراؤ جان                 | هندی         |                                    |
| ۲۰۰۶ | موج ۲                            | سونهری                    | هندی         |                                    |
| ۲۰۰۷ | گورو                             | سوجاتا دسای               | هندی         |                                    |
| ۲۰۰۷ | تحریک                            | کیرنجیت آهلووالیا         | انگلیسی      |                                    |
| ۲۰۰۷ | آخرین لژیون                      | میرا                      | انگلیسی      |                                    |
| ۲۰۰۸ | فرمانروای عشق                    | جودا بای                  | هندی         |                                    |
| ۲۰۰۸ | سرکار راج                        | آنیتا راجان               | هندی         |                                    |
| ۲۰۰۹ | پلنگ صورتی ۲                     | سونیا سولاندرس            | انگلیسی      |                                    |
| ۲۰۱۰ | پلید                             | رگینی شارما               | هندی         |                                    |
| ۲۰۱۰ | راوانا                           | رگینی سوبرامانیام         | تامیلی       |                                    |
| ۲۰۱۰ | روبات                            | سانا                      | تامیلی       |                                    |
| ۲۰۱۰ | تکرار زندگی                      | مالا                      | هندی         |                                    |
| ۲۰۱۰ | درخواست                          | سوفیا دسوزا               | هندی         |                                    |
| ۲۰۱۱ | بالیوود: بزرگ‌ترین داستان عاشقانه | خودش                      | انگلیسی/هندی | مستند                              |
| ۲۰۱۵ | احساس                            | آنورادها ورما             | هندی         |                                    |
| ۲۰۱۶ | ساربجیت                          | دالبیر کاور               | هندی         |                                    |
| ۲۰۱۶ | قلب سخت                          | صبا تالیار خان            | هندی         |                                    |
| ۲۰۱۸ | فنی خان                          | سومیترا "بیبی" سینگ       | هندی         |                                    |
| ۲۰۲۲ | پونیین سلوان: قسمت اول           | ناندینی / اومای رانی      | تامیلی       |                                    |
| ۲۰۲۳ | پونیین سلوان: قسمت دوم           | ناندینی / اومای رانی      | تامیلی       |                                    |